# گوچ
گوچ (به صربی: Goč) یک کوه در صربستان است که در Central Serbia واقع شده‌است. گوچ ۱٬۲۱۶ متر بالاتر از سطح دریا واقع شده‌است.